# Line dance
Line dance (eller linedance) er en danseform der oprindeligt var udbredt under Country & Western stilen. I dag, danses der ofte til al slags musik, både pop, rock og country.
Hvis vi et øjeblik ser helt bort fra tags og restarts, så er linedance en repetering af de samme trin fra start til slut af en melodi. Typisk bestående af 32, 48 eller 64 taktslag af musikken, hvorefter man starter forfra på de samme trin. Denne gentagen af helt ens sekvenser gennem en dans er unik for linedance, og er dét der adskiller den fra f.eks. moderne dans man ser i musikvideoer, og også andre typer dans der til forveksling kunne ligne linedance. Og selvom der er restart og tags, så er det stadig de gentagne trin der kendetegner dansen.

## Oprindelse
Rødderne og indflydelsen på linedance, skal man finde blandt folkedanse som kædedanse, hvor man står på række overfor hinanden. (I Danmark kender vi bl.a. åh Susanne og Skomagerdrengen) I engelsk folkedans har man også dans på rækker og det er nogle af disse danse man tog med sig til da man emigrerede til USA. De oprindelige beboere i USA, indianerne, havde også dans der foregik på rækker, og det er sandsynligvis en sammensmeltning af alle disse dansearter der blev til det vi i dag kender som linedance. Det er også denne indflydelse der har startet Country&western danse, den amerikanske form for folkedans, hvor der bliver danset både i cirkler og på rækker. Det hele bliver yderligere forvansket af at de fleste ikke-amerikanere opfatter linedance som noget der danses uden en partner, mens det i USA er meget udbredt med partner linedance.
I andre områder af USA var det ”contra-dans” der blev skabt af inspirationen fra de engelske folkedanse. Country-dans er dans hvor man former 2 linjer, typisk mænd i den ene række, og kvinder i rækken overfor. Alle disse danse har træk der er typiske for linedance, men vi finder først noget der rigtig ligner, når vi kommer op i midten af 1960'erne.

## 1960
I starten af 1960’erne dansede man noget der hedder ”Hully Gully” som havde nogle standardtrin og som blev danset på rækker. Den var dog ikke specifikt koreograferet, men snarere opstået på dansegulvene, på diskotekerne og på klubber rundt omkring. (Som i 2002 med ”the ketchup song”) Det var også i 60’erne man dansede ”the Stroll” som senere blev vist i filmen Grease, og som er en dans med direkte linje til contra-dance, og disse 2 danse indeholder begge elementer som vi kender som linedance i dag. ”Hully Gully” lever stadig, og undervises i dag som en linedance.

## 1970
Senere, i 1970'erne, kom der mere til, danse som ”Nut bush” og ”bus stop” opstod også på dansegulvene på diskotekerne, og var med sine stærke rødder i contra-dance også en, om ikke start på linedance, så en videreudvikling af dét der allerede var ved at opstå.

## 1980
Først i 1980 finder vi en egentlig betegnelse for dansen, nemlig ordet linedance. Det havde været der et par år eller 5, men ingen havde taget patent på ordet som en egentlig betegnelse for en type dans. Med Jim Ferrazzano’s Tush Push, startede man første gang på at koreografere en linedans, i modsætning til de danse der var opstået tilfældigt på dansegulvene. Flere kom til, også i 1980 skrev Jimmie Ruth White fra Texas ”The travelling four corners” og ”J.R.Hustle”. Selvom disse to danse i sin originale form var Square dance, blev de hurtigt justeret og omstillet til at være linedance. De var født af Country&Western dance, og blev danset til country musik. Andre folkedanse blev omskrevet til at kunne danses til country musik, inspireret af filmen Urban Cowboy med John Travolta, som "Barn dance”, som er en partner line dance men også linedance-danse som ”Cotton Eye Joe” I 1981 udsendte the Oakbridge boys Elvira og folk dansede til den i nogle år, før dansen først i 1985 blev skrevet ned som et stepsheet med mange variationer. Det er her vi finder både Electric Slide og The Freeze.
I disse tidlige år af linedancens historie, var musikken en blanding af dét man lyttede til. Noget var pop Beach Boys med Still Cruisin) rock (Steve Earle’s Copperhead road) og noget var sågar R&B (The Commitments’ Mustang Sally) og noget af det var country (Bill Bader’s Boot scooting boogie) Dog havde filmen Urban Cowboy haft så stor indflydelse, at mange honky tonks og dansesteder tog det til sig som en country&western dans.

## 1990
I 1992 ville Billy Ray Cyrus skifte fra at synge traditional country, til at synge en mere poppet udgave af sin musik, noget mange andre har gjort siden ham. Men som en del af hans promotion spurgte han Melanie Greenwood, om hun ville koreografere en dans til hans sang Achy Breaky Heart og resten er, som man siger, historie... Det blev et kæmpe hit, og selvom sangen ikke længere er populær, så gjorde den linedancen populær. Fra at være endnu en discodans, og ikke noget der var særlig velkendt, blev det en stor succes og alle vidste pludselig hvad linedance var.
Overalt i Europa, USA og Australien startede man klubber hvor man kunne lære linedance og hvor man kunne samles om denne nyfundne form for dans.

## Musikstilarter
For mange var det takket være Billy Ray Cyrus, country musikken der kendetegnede linedance. Alt ved linedancen var country, musikken, tøjet det hele. Var man til det ene, var man også til det andet. På et tidspunkt, i midten af 1990'erne, var bølgen efter Billy Ray Cyrus så småt fadet ud igen og udviklingen af linedance-musikken tog forskellige retninger i Europa, USA og Australien. Det blev den musik man lyttede til, som man koreograferede dansene til. I USA er det countrymusik der spilles, det er den musikform der er mest populær og derfor danses linedance stort set kun til country derovre. Her var det jo også taget til sig som en country&western dans. I England, som har været hovedsædet for linedance i Europa, er 95 % af den musik der spilles pop, eller i al fald non-country, og derfor er det at danse linedance til country ikke så populært dér, og kun få holder fast i countryen. I Australien har de fundet en mellemløsning hvor det er cirka halvt af hver der danses til. Typisk er det dog gældende for alle stederne at de danse der laves til country, er de danse der bliver ved at være populære og som holder ved.
Myten om at linedance skulle være opstået blandt cowboys i det vilde vesten er og bliver kun en myte. Selvfølgelig dansede cowboys, men det var ikke linedance.
 Der er for få eller ingen kildehenvisninger i denne artikel, hvilket er et problem. Du kan hjælpe ved at angive troværdige kilder til de påstande, som fremføres i artiklen.